# Wedard
Wedard ist eine deutsche Extreme-Metal-Band aus Memmingen.

## Geschichte
Wedard wurde Ende 2002 von Sternenfrost im bayerischen Memmingen als Ein-Mann-Projekt gegründet. Das erste Demo, Am Anfang war es Licht…, erschien am 25. November 2003. Nach einer längeren künstlerischen Pause erschien Anfang 2005 das zweite Demo, …von Liebe und Wäldern, das jedoch nur in einer sehr geringen Auflage selbst hergestellt und produziert wurde, und nur innerhalb von Sternenfrost Freundes- und Bekanntenkreis vertrieben wurde. Im Sommer 2005 stieß der Schlagzeuger Necro zur Band.
Am 13. Februar 2006 wurde das dritte Demo Valkyren Frost über Irminsul Records veröffentlicht. Am 30. Juni 2006 folgte das erste Studioalbum, bzw. Studio-MC Ein Leben in der Ewigkeit. Diese erschien auch als Sonderedition als CD-DVD-Package mit A3-Poster und Bonuslied, limitiert auf 100 Exemplare. Die MC wurde von Wintermond Kassel vertrieben, das DVD-Package von Deathbringer Records und Urkraft Records.
Das zweite Studioalbum, Einsamer Winterweg, erschien in der ersten Auflage limitiert auf 75 Kopien am 1. Oktober 2006. Kurz danach erschien eine zweite Auflage bei Occultum Productions, die auf 500 Exemplare limitiert war. Die dritte Auflage des Albums wurde über das US-amerikanische Label Regimental Records mit einer Auflage von 1000 Stück veröffentlicht. Alle drei Auflagen unterschieden sich jeweils hinsichtlich Gestaltung und Umfang des Beihefts.
Noch im selben Monat wurde gemeinsam mit der italienischen Black-Metal-Band BlackStream die Split-CD Visions of Nightscapes veröffentlicht. Im November 2006 folgte mit dem ebenfalls aus Italien stammenden Dark-Ambient-Projekt Symbiosis ein weiteres Split-Album.
Die erste EP, Eiskrieg, veröffentlichte Wedard am 10. Juni 2007 über Sabbathid Records. Wenige Monate später stieg der Schlagzeuger Necro nach rund zweijähriger Aktivität bei der Band wieder aus.
Im Juli 2008 erschien Wedards Split-Album mit der amerikanischen Band Ancestral über das Label None More Black Records. Wie auch die vorherige EP war dieser Split auf 1000 Exemplare limitiert. Ende 2008 stieg der amerikanische Schlagzeuger Matt „Karmageddon“ Aldrich bei Wedard ein. Zuvor erschien am 15. September 2008 das dritte Studioalbum Wo die Ewigkeit die Zeit berührt, welches bei der Plattenfirma Ewiges Eis Records des thüringischen Neonazis Jens Fröhlich erschien.
Am 21. Februar 2009 erschien die Split mit der Schweizer Ambient-Black-Metal-Band Nychts über Sun&Moon Records. Ende 2009 kam eine weitere Split mit Nocturnal Depression hinzu, die über Wotanstahl Klangschmiede veröffentlicht wurde. Die EP Eiskrieg II erschien am 15. Februar 2011 über Ewiges Eis Records.

## Stil
Wedard spielen melancholischen, depressiven Metal mit Elementen des Ambient. Sternenfrost begründete die Stilfindung im Interview mit dem Schweizer Webzine schwermetall.ch wie folgt:

„[Die Musik] dient für mich als Mittel, die negativen Erlebnisse des Lebens musikalisch wiederzugeben, so dass eine gewisse Ausgeglichenheit herrscht.[…] Bei mir geht es [aber] nicht um Selbstmord oder dergleichen.[…] Es geht zwar auch um intensiv schlechte depressive Gefühle, aber es gibt auch ein Licht am Ende des Tunnels und das Versuche ich in der Erhabenheit von Landschaften, Träumen, ab und an sogar Liebe, musikalisch widerzuspiegeln!“

Inspiriert zu den Texten und der Musik wird er nach eigenen Aussagen durch das tägliche Leben, die Natur und Träume.
Für die Thematik der Texte konkretisiert er dies in einem Interview gegenüber dem Webzine mortemzine.net noch und führt an, dass die Texte vor allem von trostlosen, öden Landschaften, dem teils bedeutungslosem Leben, seelischer/emotionaler Leere, Träumen und persönlichen negativen Erfahrungen handeln. Der Stil der Gruppe wird zwar als "Suicide / Depressive Black Metal" bezeichnet, die für den Black Metal üblichen satanistischen Themen spielen jedoch keine Rolle.

## Rezeption
Wedard wird häufiger Kreativitätslosigkeit und musikalisches Unvermögen vorgeworfen. Dies gelte nicht nur für die Kompositionen, sondern auch für die Ausführung, d. h. die Gitarrenarbeit, das Keyboard- und Schlagzeugspiel und teils auch den Gesang. Auch werden gelegentlich Plagiatsvorwürfe laut. So stellt z. B. das Lied Niemals möcht ich wiederkehren laut Erik vom Webzine myrrthronth.de eine nahezu 1:1 übernommene Kopie von Nargaroths Rasluka II dar. Ein anderes Beispiel ist das Lied Black Hole Sagittarius Alpha, in welchem die Hauptmelodie aus Rammsteins Lied Ohne dich übernommen wurde.
Auch aufgrund der teils absurden, bzw. „albernen“ Kleinstlimitierungen ihrer Veröffentlichungen wird Wedard von der Fachpresse oft als unseriös und unglaubhaft angesehen.

## Diskografie

### Demos
- 2003: Am Anfang war es Licht… (CDR; Eigenvertrieb)
- 2005: …von Liebe und Wäldern (CDR; Eigenvertrieb)
- 2006: Valkyren Frost (MC; Irminsul Records)

### Studioalben
- 2006: Ein Leben in der Ewigkeit (CD/CDR/MC; Deathbringer Records)
- 2006: Einsamer Winterweg (CD; Occultum Productions) Wiederveröffentlichung 2015 via Ewiges Eis Records.
- 2008: Wo die Ewigkeit die Zeit berührt (CD/LP; Ewiges Eis Records)

### Kompilationen
- 2012: 10 Years of Wedard (CD; Ewiges Eis Records)

### EPs
- 2007: Eiskrieg (CD; Sabbathid Records)
- 2011: Eiskrieg II (CD; Ewiges Eis Records)

### Splits
- 2006: Wedard / BlackStream (CD; Visions Of Nightscapes)
- 2006: Wedard / Symbiosis (CD; Occultum Productions)
- 2008: Ancestral / Wedard (CD; NMB Records)
- 2009: Wedard / Nychts – Zwischen Leere und Nichts (CD; Sun & Moon Records)
- 2009: Wedard / Nocturnal Depression – Beyond the Light (CD; Wotanstahl Klangschmiede Germania)
- 2011: Wedard / Thou Shell of Death (CD; Nailboard Records)
- 2015: Moloch / Wedard – Wenn die Sterne nicht mehr scheinen / Himmelstreppe (7"; Self Mutilation Services)
- 2017: Wedard / Wintergeist – Schnee & Eis (CD; Ewiges Eis Records)